# امیل دی روئل
امیل دی روئل (انگلیسی: Emile de Ruelle، زاده ۲۴ دسامبر ۱۸۸۰ - درگذشته ۱۴ سپتامبر ۱۹۴۸) تدوین‌گر اهل کشور آمریکا بوده است.
وی تدوین‌گر فیلم‌هایی همچون اهل جزیره من، جونو و پایکوک و باج‌گیری بوده است.